# Corps Schacht Leoben

Wappen

Das Corps Schacht (kurz auch: Der Schacht) ist die älteste Studentenverbindung an der Montanuniversität Leoben. Schacht wurde am 9. Mai 1861 als akademische Vereinigung an der damaligen k.u.k. Montanlehranstalt zu Leoben (heute Montanuniversität Leoben) gegründet. Infolge der wechselnden Verhältnisse erklärte sich Schacht am 9. Mai 1874 endgültig zum Corps und ist seither pflichtschlagend. Seit der Aufnahme des Leobener Senioren-Convents auf dem Kösener Congress 1920 ist es Teil des KSCV. Die Mitglieder des Schacht werden Schachter genannt.

## Couleur, Wappen und Wahlspruch
Die Farben des Corps Schacht sind schwarz-grün-gold. Die Füchse tragen ein Fuchsenband mit den Bergmannsfarben schwarz-grün. Als offizielle Kopfbedeckung wird eine schwarze Samtmütze im Schlappformat getragen, die mit den Farben grün und gold verziert ist und einen goldenen Vorstoß trägt. Im Sommer kann ein weißer Seidenstürmer getragen werden. Der Wahlspruch des Schacht lautet: AMICO PECTUS, HOSTI FRONTEM („Dem Freund die Brust, dem Feind die Stirn“).
Das Wappen des Corps Schacht ist viergeteilt, es zeigt heraldisch gesehen:
- rechts oben die Corpsfarben (schräg geteilt von links oben nach rechts unten),
- links oben in schwarzem Felde den Zirkel in Gold,
- rechts unten drei Berge, an deren Fuß eine Bergwerksanlage mit Stolleneingang und Schachtgebäude sowie über dem mittleren, höchsten Berg einen goldenen sechszackigen Stern,
- links unten auf silbernem Feld einen Kranz aus Lorbeer- und Eichenblättern, darüber zwei gekreuzte Korbschläger in den Corpsfarben, innerhalb des Kranzes das Gründungsdatum und um den Kranz herum die Buchstaben GUN für den Waffenspruch Gladius ultor noster (Das Schwert, unser Rächer).

In der Mitte des Wappens ist ein kleiner rot-weiß-gold-geteilter Herzschild mit Schlägel und Eisen aufgesetzt, der an den ersten Schacht in Leoben erinnert.

## Geschichte

### Gründungszeit
Am 9. Mai 1861 desselben Jahres gründete sich die „Verbindung Schacht“ nach dem Vorbild der Schemnitzer Verbindung Schacht mit dem Zweck der Geselligkeit und Pflege bergakademischer Sitten und Gebräuche. Fast gleichzeitig mit der Gründung der „Verbindung Schacht“ bildeten zahlreiche reichsdeutsche Corpsstudenten der Akademie die Tischgesellschaft „Caffonia“. Da zwischen „Schacht“ und „Caffonia“ ein gutes Verhältnis und ein reger Verkehr herrschte, entstand im Februar 1862 die Idee ein Corps „Tauriscia“ (Farben: blau gold rot) zu gründen. Im Mai 1862 erklärte man sich erstmals zum Corps.
Im Oktober 1874 erklärte sich Schacht endgültig zum Corps, nachdem ein neues Statut die Bergakademie den verwandten technischen Hochschulen als gleichberechtigt zur Seite stellte. Als Gründungstag gilt der Tag der Konservativerklärung: 9. Mai 1874. Farben und Wahlspruch wurden beibehalten, allerdings wurde der Zirkel in den heute gültigen geändert und es entstand ein vierteiliges Wappen. Die schwarze Mütze wurde im Jänner 1876 eingeführt.
Durch die enge Bindung zwischen Joannea und Schacht kam es zum Abschluss eines Kompromissverhältnisses. Der Vertrag sah den innigen, freundschaftlichen Verkehr beider Corps unter Beibehaltung des Paukverhältnisses vor. In Erinnerung und Tradition an diese Zeit werden auch heute noch Bestimmungsmensuren mit Joannea gefochten, eine Ausnahme unter Kartellcorps.
In den 1880er Jahren wurden auf Grund eines eigenen Statutes der Stadt alle Corps und Burschenschaften in Leoben suspendiert und bestanden im Geheimen weiter, bis im Frühjahr 1895 die Bergakademie zur Montanistischen Hochschule erhoben wurde. Dadurch entfiel das Studienverbot für Burschenschafter und Corpsstudenten.
Joannea stellte die zwei Corpsburschen Felix Busson und Max Stadler von Wolfersgrün an Schacht ab, des Weiteren unterstützte der Fuchs Max Hupfeld die Rekonstitution. Die Folgejahre waren gezeichnet durch eine kleine Corpsgemeinschaft, die von Felix Busson angeführt wurde. Neben den bestechenden fechterischen Leistungen wuchs das Ansehen in der Bevölkerung immer mehr.

### Die Zeit des Ersten und Zweiten Weltkrieges
Der Erste Weltkrieg führte zur Suspension des Corps. 38 Corpsmitglieder nahmen am Krieg teil; fünf fielen und zwei starben an zugezogenen Krankheiten.
Nach dem Ende des Ersten Weltkrieges traten vermehrt ehemalige Offizieren in die Verbindung ein, im Februar 1919 wurde der Aktivbetrieb mit 7 Corpsburschen, 1 inaktiven Corpsbursch und einem CK (Conkneipant) wieder aufgenommen. Das Wesen des Corps und die Gesinnung der Aktiven äußerte sich im Mai 1919, in der geschlossenen Teilnahme des Schacht an den Kärntner Abwehrkämpfen im Studentenbataillon, das gesamt etwa 250 Mann stark war, unter der Führung eines Schachters, Hauptmann Walter Baumgartner. Der Beschluss der Gründung eines Leobener Studentenbataillons erfolgte einstimmig auf Grund einer Hörerversammlung am 3. Mai 1919 in der Aula der Hochschule. Während des Einsatzes in Kärnten schloss das Professorenkollegium den Studienbetrieb.
Im Oktober 1919 war die Aktivenlage mit 16 CB, 1 CK, 12 F (Fuchs), 3 iaCB, 3 beurlaubte CB so stark, dass 6 CB und 2 F an Montania abgegeben wurden und diese rekonstituiert werden konnte. Am 18. Juni 1921 ficht Senior Baron von Bolfras die 1000. Mensur auf Schachterfarben mit einem Kartellbruder der Joannea.
Mit der Aufnahme in den KSCV 1919 kamen Bestrebungen sich einem der bestehenden Kreise anzuschließen. Da keiner so recht dem Wesen des Schacht entsprach, entschloss man sich noch abzuwarten und wurde bald bei den Corps des gerade entstehenden Süddeutschen Kartells fündig, das dann am 12. Mai 1924 am Kartelltag in Erlangen endgültig besiegelt wurde.
Die Jahre der Zwischenkriegszeit waren zuerst geprägt durch einen starken Aktivbetrieb, dem Kauf des Corpshauses (1929) und der Pflege der burschikosen Tugenden. In akademischen Kreisen und der berg- und hüttenmännischen Gesellschaft nahm das Corps einen hohen Rang ein und pflegte ein sehr hohes Renommee.
1938 musste das Corps nach dem Anschluss Österreichs suspendieren. Die in Leoben ansässigen Schachter bemühten sich um einen regen Zusammenhalt der verstreuten Corpsbrüder.

### Nachkriegszeit
Nach dem Krieg beschloss 1949 der Altherrenverband die Reaktivierung mit den Corpsburschen Plas II und Poech IX, zunächst als Club Austria, dann als Club Schacht und schließlich 1951 wieder als Corps Schacht. Im Juni 1952 wurden die ersten Mensuren nach dem Krieg mit Joannea gefochten. Das Corps erfreute sich in den Folgejahren äußerst regen Zustroms. 1957 wurde ein Vorstellungsverhältnis mit Borussia Berlin abgeschlossen, das 1961 in ein Freundschafts- und 1968 in ein Kartell umgewandelt wurde.

### Seit 2000
2003 wurde mit dem Corps Hubertia Freiburg ein Freundschaftsverhältnis geschlossen. Im Jahr 2011 feierte das Corps Schacht sein 150-jähriges Bestehen mit einem großen Festreigen in der Montanstadt. Die höchste Auszeichnung des KSCV für Leistungen im Studium, die Klinggräff-Medaille, wurde im Jahr 2018 an zwei Schachter vergeben. Insgesamt konnten vier Corpsbrüder diese Auszeichnung entgegennehmen.

## Prinzipien
Freundschaftsprinzip
Freundschaften fürs Leben in der Gemeinschaft des Corps
Persönlichkeitsentwicklung
Das Corps als Ort für die persönliche Entwicklung neben dem Studium
Traditionen
Gelebtes montanistisches und studentisches Brauchtum in einer modernen internationalen Gesellschaft
Fechten
Studentisches Fechten als Integration und bewusste Herausforderung

## Auswärtige Beziehungen
Seit der Aufnahme der Senioren-Convente zu Leoben und Wien auf dem Kösener Congress 1920 ist das Corps Schacht Mitglied im Kösener Senioren-Convents-Verband (KSCV). Heute bilden Schacht, Montania und Erz den SC zu Leoben.
Seit 1924 ist es neben Joannea Graz und Athesia Innsbruck eines der drei österreichischen Corps im Süddeutschen Kartell. Die deutschen Corps sind Franconia Würzburg, Bavaria Erlangen und Makaria München.

## Schachter
- Arnold Awerzger (1907–1976), Bergingenieur
- Hubert Biedermann (* 1953), Ingenieur, Professor für Wirtschafts- und Betriebswissenschaften an der Montanuniversität Leoben. Vizerektor der Montanuniversität Leoben (2003 bis 2011), Präsident der Österreichische technisch-wissenschaftliche Vereinigung für Instandhaltung und Anlagenwirtschaft (seit 1989)
- Carl-Heinz Birnbacher (1910–1991), Ritterkreuzträger, Konteradmiral und stv. Flottenchef der Bundesmarine
- Ernst Bolbrinker (1898–1962), Bergingenieur, Ritterkreuzträger im Deutschen Afrikakorps
- Felix Busson (1874–1953), Generalsekretär der Alpinen Montangesellschaft, Verfasser des Buches „Der ritterliche Ehrenschutz“
- Paul Busson (1873–1924), Schriftsteller
- Hans Malzacher (1896–1974), Industrieller, a.o. Professor, Generaldirektor, Aufsichtsrat
- Josef Oberegger (1896–1969), Generaldirektor und später Aufsichtsrat der Österreichischen Alpinen Montangesellschaft
- Erwin Plöckinger (1914–1994), Leiter der Forschungs- und Entwicklungsabteilung der Böhler-Werke (VEW), Universitätsprofessor an der Montanistischen Hochschule in Leoben, 1982–1985 Präsident der Österreichischen Akademie der Wissenschaften
- Friedrich Listhuber (1920–1985), Ritterkreuzträger
- Dietrich Riebensahm (1931–2013), MdB (FDP)
- Christof Sommitsch (* 1966), Universitätsprofessor für Werkstoffkunde und Schweißtechnik an der Technischen Universität Graz
- Karl Heinrich Tinti (1919–2013), Herr und Landmann in Tirol, Schriftsteller, Journalist, Schauspieler, Hüttendirektor
- Jürgen Wolfbauer (* 1941), Universitätsprofessor für Unternehmensführung und Industriebetriebslehre
- Walter Zednicek (* 1929), Universitätsprofessor für Gesteinshüttenkunde

Rektoren der Montanistischen Hochschule Leoben
Albert Oberhofer (1925–2016), erster Ordinarius für Wirtschafts- und Betriebswissenschaften
Richard Walzel (1895–1977), Ordinarius für Eisenhüttenkunde
Roland Mitsche (1903–1978), Metallkundler
Franz Czedik-Eysenberg (1898–1960), Ordinarius für Wärmetechnik
Walther E. Petrascheck (1906–1991), Ordinarius für Geologie